# Alessio Lorandi
Alessio Lorandi (Salò, 8 de setembro de 1998) é um automobilista italiano que competiu no Campeonato de Fórmula 2 da FIA de 2018 pela equipe Trident.

## Carreira

### Cartismo
Lorandi começou sua carreira no cartismo em 2007 e permaneceu no kart até 2014.

### Fórmula 3 Europeia
Em 2015, Lorandi estreou em corridas de monopostos, no Campeonato Europeu de Fórmula 3 com a Van Amersfoort Racing. No ano seguinte, ele mudou para a Carlin e conquistou sua primeira vitória na terceira corrida em Pau.

### GP3 Series
Lorandi fez sua estreia na GP3 Series nas duas últimas rodadas da temporada de 2016 com a Jenzer Motorsport. Em 2017, ele continuou com a equipe para competir na categoria em tempo integral. Para a temporada de 2018, Lorandi se transferiu para a Trident.

### Fórmula 2
Em julho de 2018, Lorandi foi chamado para substituir Santino Ferrucci na equipe de Fórmula 2 da Trident, depois que Ferrucci colidiu agressivamente com seu companheiro de equipe Arjun Maini durante a etapa de Silverstone. O piloto italiano assumiu o carro de Ferrucci a partir da etapa de Hungaroring.